# Église de San Juan de la Palma
L'église de San Juan de la Palma, nom sous lequel est connue l'église de San Juan Bautista, est située dans le Casco Antiguo de Séville en Andalousie.

## Origine historique
Edifiée, comme beaucoup d'autres du centre historique de la ville, sur une ancienne mosquée, elle fait partie de ces premières églises gothique-mudéjares de Séville, bien que dans ce cas il s'agit d'une église très transformée, à l'intérieur comme à l'extérieur, par les divers agrandissements et des réformes menées à terme pendant des siècles. Il subsiste de la structure originale, la tour mudéjar de la chapelle et un intéressant portail gothique à l'entrée.
Pendant les violents événements de 1936 l'église a souffert d'importantes destructions, étant incendiée et pillée par les troupes communistes.
En 1959 a été placé l'actuel retable majeur, œuvre du dernier tiers du XVIIIe siècle, originaire de l'Église de San Felipe de la voisine ville de Carmona, en remplacement de l'antérieur existant dans cette église, emmené à San Juan de Aznalfarache.

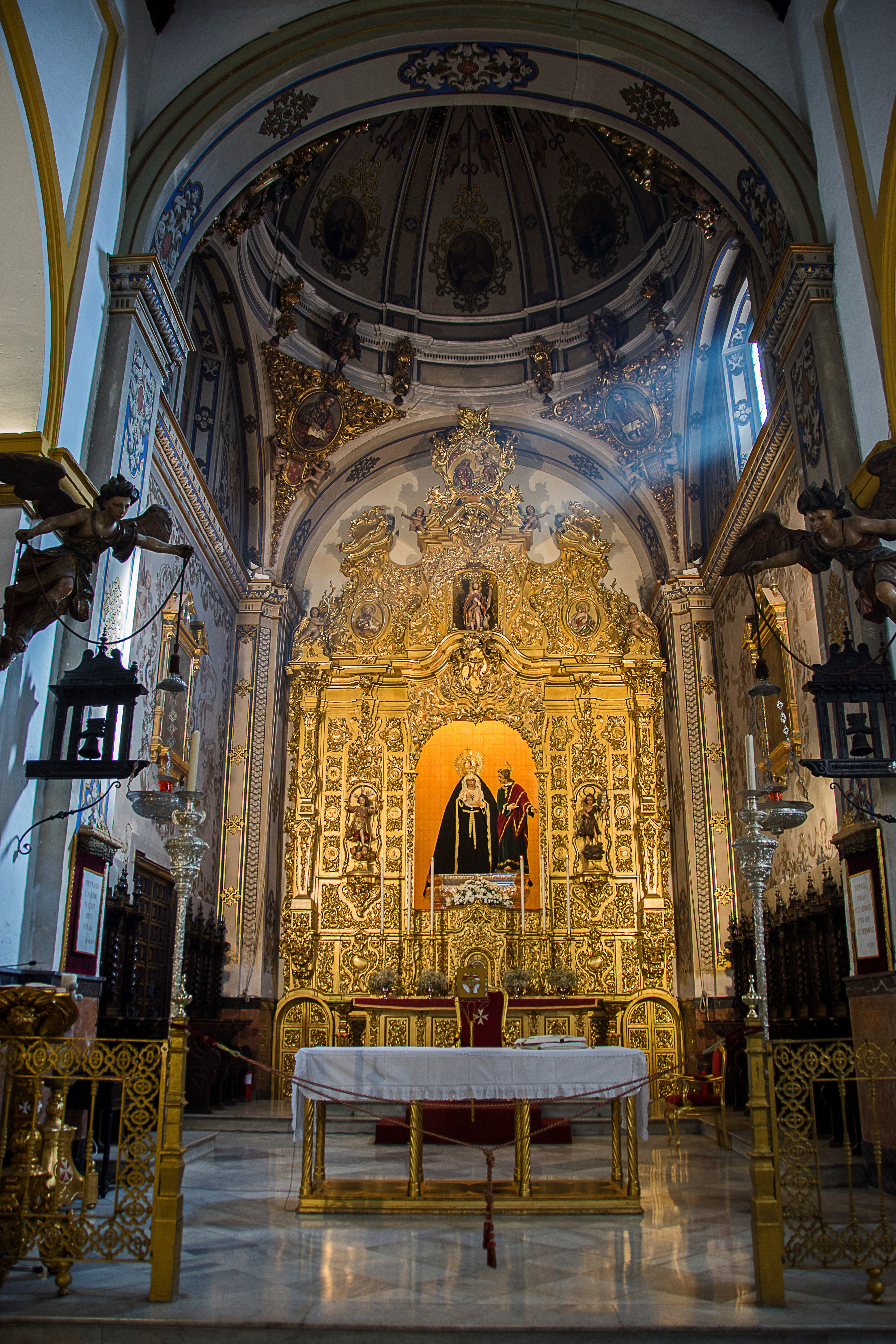
Retable majeur de l'église de San Juan de la Palma.
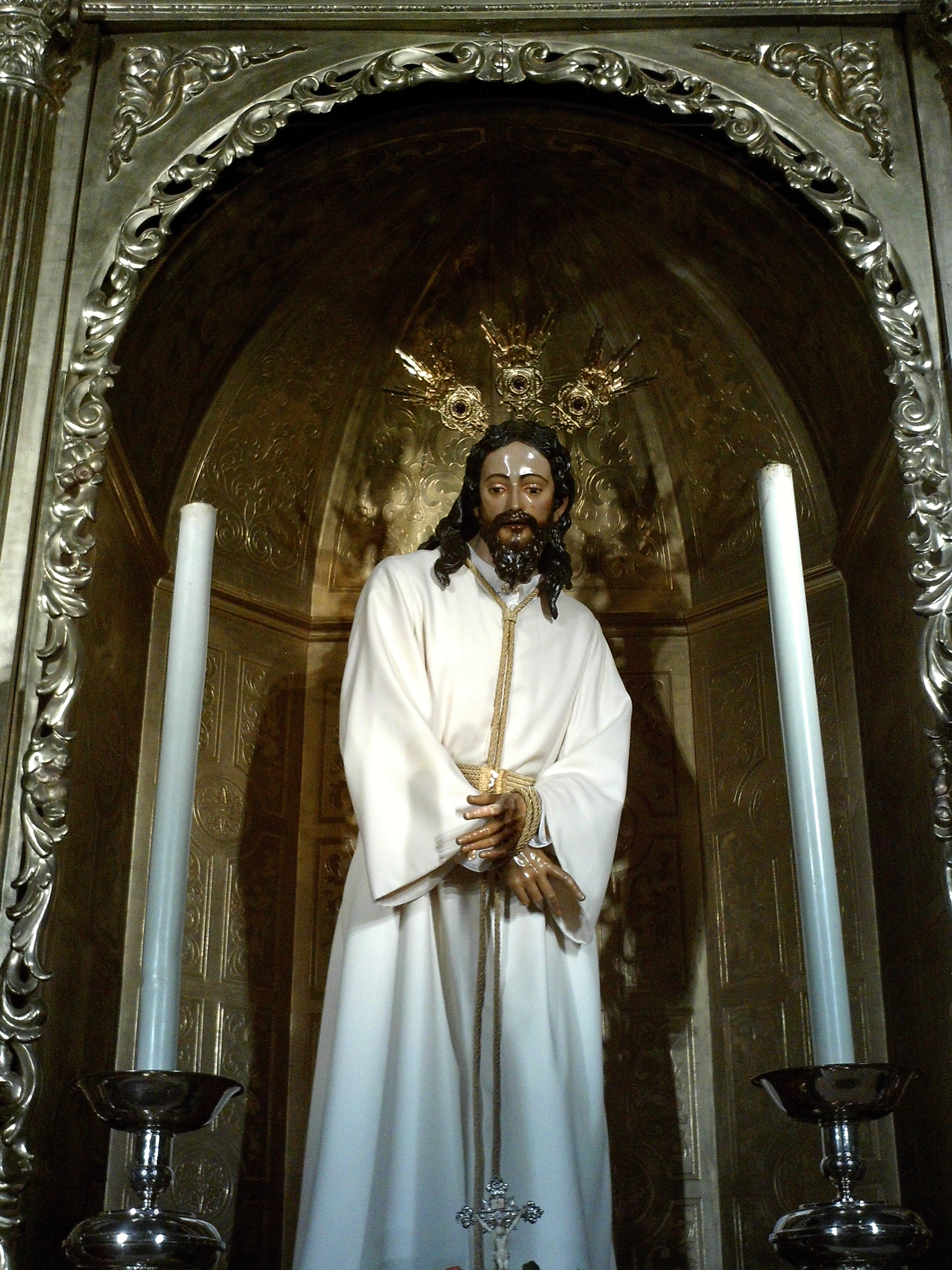
Jésus du silence, œuvre de Pedro Roldán, dans le retable.
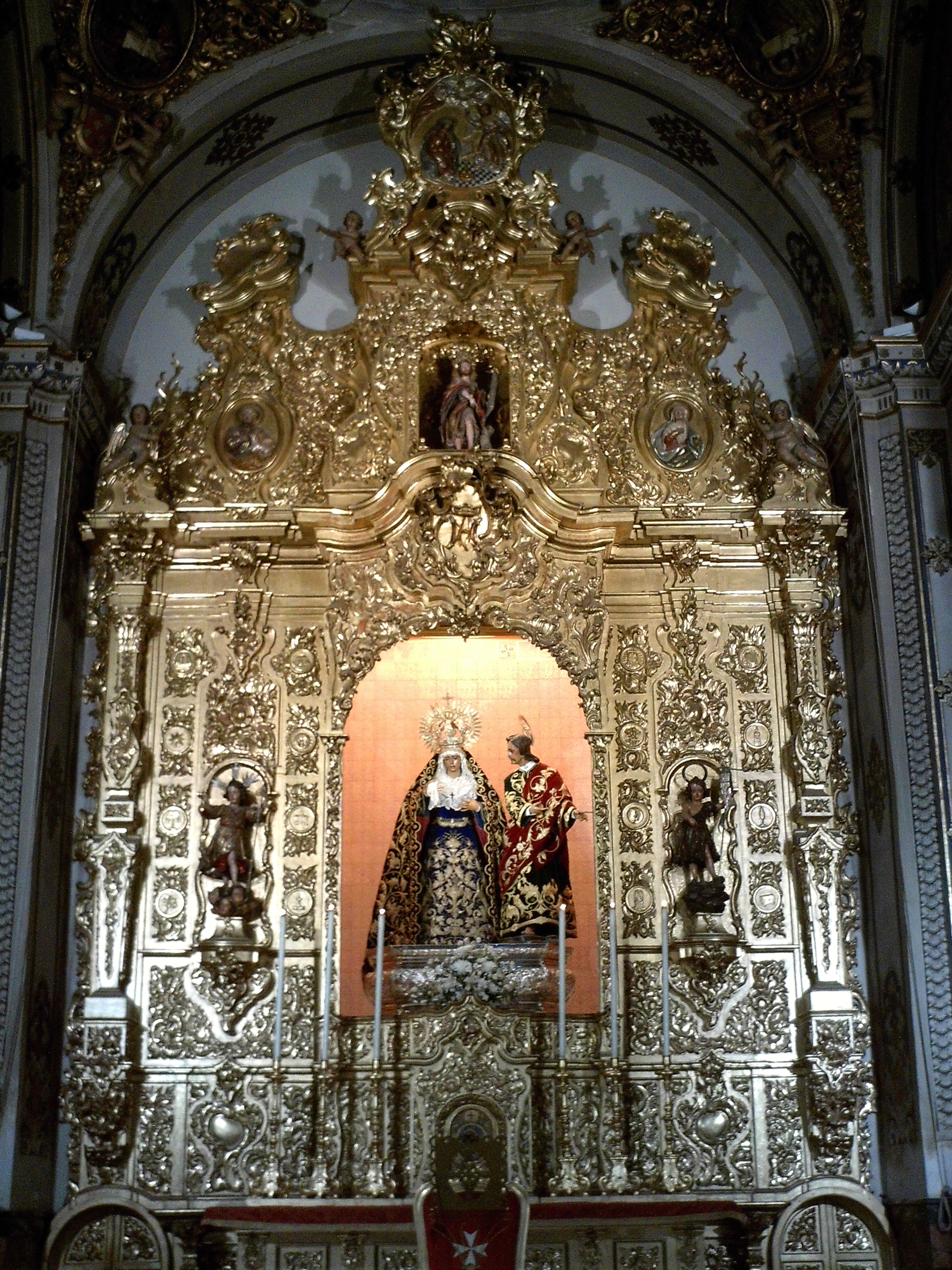
Vierge de l'Amertume avec Saint Jean Baptiste dans le retable majeur.